# عيد الفراولة (سكيكدة)
عيد الفراولة. هو عيد يقام كل سنة من 26 ماي إلى 28 في ولاية سكيكدة تعيش معه مدينة سكيكدة عرسا حقيقيا تصنعه في المقام الأول الفراولة ثم فرق الفنتازيا والزرنة والبارود..
و يقوم فيه الفلاحون بعرض منتاجتهم وتقيم لجنة التحكيم من هو صاحب أحسن منتوج فيعطى الجائزة، وتمنح فهذه المناسبة اعانات حكومية للفلاحين. يقوم والي الولاية و رئيس البلدية و هيئة الولاية بافتتاح العرض، وتقام مسيرة موكبية للعرض من ملعب 20 أوت إلى مقر البلدية.